# Vuelta a Andalucía 2013
La Vuelta a Andalucía 2013, cinquantanovesima edizione della corsa valevole come prova del circuito UCI Europe Tour 2013 categoria 2.1, si svolse in 3 tappe precedute da un prologo dal 17 al 20 febbraio 2013 per un percorso totale di 543,3 km, con partenza da San Fernando e arrivo a Rincón de la Victoria. Fu vinto dallo spagnolo Alejandro Valverde del Movistar Team, che si impose in 13 ore 47 minuti e 27 secondi, alla media di 39,39 km/h.
A Rincón de la Victoria 108 ciclisti tagliarono il traguardo.

## Tappe
| Tappa  | Data        | Percorso                         | km    | Vincitore di tappa | Leader cl. generale |
| ------ | ----------- | -------------------------------- | ----- | ------------------ | ------------------- |
| Prol.  | 17 febbraio | San Fernando (Cron. individuale) | 6     | Alejandro Valverde | Alejandro Valverde  |
| 1ª     | 18 febbraio | San Fernando > Ubrique           | 163,9 | Jonathan Hivert    | Alejandro Valverde  |
| 2ª     | 19 febbraio | Trebujena > Montilla             | 190,7 | Jonathan Hivert    | Alejandro Valverde  |
| 3ª     | 20 febbraio | Lucena > Rincón de la Victoria   | 182,7 | Alejandro Valverde | Alejandro Valverde  |
| Totale | Totale      | Totale                           | 543,3 |                    |                     |

## Squadre e corridori partecipanti
| N.    | Cod. | Squadra                     |
| ----- | ---- | --------------------------- |
| 1-7   | MOV  | Movistar Team               |
| 11-17 | BLA  | Blanco Pro Cycling Team     |
| 21-27 | LTB  | Lotto-Belisol Team          |
| 31-37 | EUS  | Euskaltel-Euskadi           |
| 41-47 | AST  | Astana Pro Team             |
| 51-57 | ARG  | Team Argos-Shimano          |
| 61-67 | GRS  | Garmin-Sharp                |
| 71-77 | VCD  | Vacansoleil-DCM             |
| 81-87 | TSV  | Topsport Vlaanderen-Baloise |

| N.      | Cod. | Squadra                    |
| ------- | ---- | -------------------------- |
| 91-97   | COF  | Cofidis, Solutions Crédits |
| 101-107 | TNE  | Team NetApp-Endura         |
| 111-117 | KAT  | Katusha Team               |
| 121-127 | CJR  | Caja Rural                 |
| 131-137 | SOJ  | Sojasun                    |
| 141-147 | CCC  | CCC-Polsat Polkowice       |
| 151-157 | CMD  | Colba-Superano Ham         |
| 161-167 | AJW  | Accent.jobs-Wanty          |
| 171-177 | BUR  | Burgos BH-Castilla y León  |

## Dettagli delle tappe

### Prologo
- 17 febbraio: San Fernando – Cronometro individuale – 6 km

Risultati
| Pos. | Corridore          | Squadra  | Tempo |
| ---- | ------------------ | -------- | ----- |
| 1    | Alejandro Valverde | Movistar | 6'46" |
| 2    | Simon Špilak       | Katusha  | a 2"  |
| 3    | Tyler Farrar       | Garmin   | a 4"  |

| Pos. | Corridore          | Squadra  | Tempo |
| ---- | ------------------ | -------- | ----- |
| 1    | Alejandro Valverde | Movistar | 6'46" |
| 2    | Simon Špilak       | Katusha  | a 2"  |
| 3    | Tyler Farrar       | Garmin   | a 4"  |

### 1ª tappa
- 18 febbraio: San Fernando > Ubrique – 163,9 km

Risultati
| Pos. | Corridore          | Squadra  | Tempo    |
| ---- | ------------------ | -------- | -------- |
| 1    | Jonathan Hivert    | Sojasun  | 4h06'36" |
| 2    | Alejandro Valverde | Movistar | s.t.     |
| 3    | Bauke Mollema      | Blanco   | s.t.     |

| Pos. | Corridore          | Squadra       | Tempo    |
| ---- | ------------------ | ------------- | -------- |
| 1    | Alejandro Valverde | Movistar      | 4h13'22" |
| 2    | J. Van den Broeck  | Lotto-Belisol | a 7"     |
| 3    | Bauke Mollema      | Blanco        | a 11"    |

### 2ª tappa
- 19 febbraio: Trebujena > Montilla – 190,7 km

Risultati
| Pos. | Corridore       | Squadra    | Tempo    |
| ---- | --------------- | ---------- | -------- |
| 1    | Jonathan Hivert | Sojasun    | 4h48'37" |
| 2    | Tyler Farrar    | Garmin     | s.t.     |
| 3    | Francesco Lasca | Caja Rural | s.t.     |

| Pos. | Corridore          | Squadra       | Tempo    |
| ---- | ------------------ | ------------- | -------- |
| 1    | Alejandro Valverde | Movistar      | 9h01'59" |
| 2    | J. Van den Broeck  | Lotto-Belisol | a 7"     |
| 3    | Bauke Mollema      | Blanco        | a 11"    |

### 3ª tappa
- 20 febbraio: Lucena > Rincón de la Victoria – 182,7 km

Risultati
| Pos. | Corridore          | Squadra  | Tempo    |
| ---- | ------------------ | -------- | -------- |
| 1    | Alejandro Valverde | Movistar | 4h45'28" |
| 2    | Simon Špilak       | Katusha  | s.t.     |
| 3    | Davide Rebellin    | CCC      | s.t.     |

| Pos. | Corridore          | Squadra       | Tempo     |
| ---- | ------------------ | ------------- | --------- |
| 1    | Alejandro Valverde | Movistar      | 13h47'27" |
| 2    | J. Van den Broeck  | Lotto-Belisol | a 7"      |
| 3    | Bauke Mollema      | Blanco        | a 11"     |

## Evoluzione delle classifiche
| Tappa              | Vincitore          | Classifica generale | Classifica scalatori | Classifica a punti | Classifica traguardi volanti | Classifica a squadre |
| ------------------ | ------------------ | ------------------- | -------------------- | ------------------ | ---------------------------- | -------------------- |
| Prol.              | Alejandro Valverde | Alejandro Valverde  | non assegnata        | Alejandro Valverde | non assegnata                | Movistar Team        |
| 1ª                 | Jonathan Hivert    | Alejandro Valverde  | Nairo Quintana       | Alejandro Valverde | Jakob Fuglsang               | Movistar Team        |
| 2ª                 | Jonathan Hivert    | Alejandro Valverde  | Luis Ángel Maté      | Jonathan Hivert    | Lluís Mas                    | Movistar Team        |
| 3ª                 | Alejandro Valverde | Alejandro Valverde  | Tom Dumoulin         | Alejandro Valverde | Lluís Mas                    | Movistar Team        |
| Classifiche finali | Classifiche finali | Alejandro Valverde  | Tom Dumoulin         | Alejandro Valverde | Lluís Mas                    | Movistar Team        |

## Classifiche finali

### Classifica generale
| Pos. | Corridore          | Squadra       | Tempo     |
| ---- | ------------------ | ------------- | --------- |
| 1    | Alejandro Valverde | Movistar      | 13h47'27" |
| 2    | J. Van den Broeck  | Lotto-Belisol | a 7"      |
| 3    | Bauke Mollema      | Blanco        | a 11"     |
| 4    | Simon Špilak       | Katusha       | a 12"     |
| 5    | Bart De Clercq     | Lotto-Belisol | a 17"     |
| 6    | Jakob Fuglsang     | Astana        | a 19"     |
| 7    | Nairo Quintana     | Movistar      | a 24"     |
| 8    | Sander Armée       | Topsport      | a 30"     |
| 9    | Davide Rebellin    | CCC           | s.t.      |
| 10   | Daniel Navarro     | Cofidis       | a 38"     |

### Classifica a punti
| Pos. | Corridore             | Squadra       | Punti |
| ---- | --------------------- | ------------- | ----- |
| 1    | Alejandro Valverde    | Movistar      | 70    |
| 2    | Jonathan Hivert       | Sojasun       | 50    |
| 3    | Bauke Mollema         | Blanco        | 48    |
| 4    | Jurgen Van Den Broeck | Lotto-Belisol | 42    |
| 5    | Simon Špilak          | Katusha       | 41    |

### Classifica scalatori
| Pos. | Corridore       | Squadra       | Punti |
| ---- | --------------- | ------------- | ----- |
| 1    | Tom Dumoulin    | Argos-Sh.     | 33    |
| 2    | Luis Ángel Maté | Cofidis       | 32    |
| 3    | Stef Clement    | Blanco        | 26    |
| 4    | Nairo Quintana  | Movistar      | 14    |
| 5    | Bart De Clercq  | Lotto-Belisol | 14    |

### Classifica traguardi volanti
| Pos. | Corridore           | Squadra   | Tempo |
| ---- | ------------------- | --------- | ----- |
| 1    | Lluís Mas           | Burgos BH | 9     |
| 2    | Tom Dumoulin        | Argos-Sh. | 5     |
| 3    | Stef Clement        | Blanco    | 5     |
| 4    | Jakob Fuglsang      | Astana    | 3     |
| 5    | Clément Lhotellerie | Colba     | 3     |

### Classifica a squadre
| Pos. | Squadra            | Tempo     |
| ---- | ------------------ | --------- |
| 1    | Movistar Team      | 41h23'21" |
| 2    | Lotto-Belisol Team | a 2'18"   |
| 3    | Euskaltel-Euskadi  | a 3'31"   |
| 4    | Astana Pro Team    | a 5'18"   |
| 5    | Cofidis            | a 5'59"   |